# Église Saint-Pierre de Bons
L'église Saint-Pierre de Bons était une église catholique située à Bons-Tassilly, en France.

## Localisation
L'église était située dans le département français du Calvados, sur la commune de Bons, actuelle commune de Bons-Tassilly.

## Historique
L'édifice datait du XIIe en particulier la nef. Le chœur date selon Arcisse de Caumont de la première moitié du XIIIe.
L'église est inscrite au titre des monuments historiques le 5 juin 1928.
Elle a été détruite lors de la bataille de Normandie.

## Description
Dans l'église étaient visibles deux inscriptions, l'une datée de 1689 et l'autre de 1788.